# جيمس كوان
جيمس كوان هو محام بالقضاء العالي وسياسي كندي، ولد في 5 سبتمبر 1914، وتوفي في 4 يناير 1997.